# Porta San Gennaro
Porta San Gennaro jedna su od drevnih vrata grada Napulja, smještena jugozapadno od ruba trga Piazza Cavour, tik uz prometnu Via Foria i vode do pješačke uličice, istočno i paralelno s Via Duomo.

## Povijest
Ovo nije izvorna lokacija ovih vrata, za koja dokumenti navode da je bila izvorni portal koji je vodio na sjever iz grada, prema katakombama San Gennaro. Dokumenti prije 1000. godine govore o vratima ovog imena, legenda kaže da su bila u vrijeme kasnog Rimskog Carstva. Čini se da je nekoć stajao nekih 100 metara južno na istoj uličici, uz crkvu Gesù delle Monache, a premjestio ga je 1537. španjolski potkralj Don Pedro de Toledo, u svojim nastojanjima da proširi grad. Pritom je srušio kule koje su okruživale vrata. One su vjerojatno bile slične onima koje sada okružuju Porta Capuana.
U vratima se nalazi mala kapelica, a sjeverni prilaz ima obnovljenu fresku (1656.) koja pripada Mattii Pretiju, jedini ostatak freski koje je on naslikao na sedam gradskih vrata, a ova prikazuje San Gennara i Franju Ksaverskog kako pokazuju pobožnost prema Bezgrešnoj i Djetetu kao ex voto da poštedi grad od kuge. Južni pristup ima poprsje San Gaetana (1659.) Bartolomea Morija koje su postavili članovi teatinskog reda. Unutarnja vrata, uz edikulu Djevice, imaju malu kapelu-crkvu, San Francesco dei Cocchieri, sada dekonsekriranu i zatvorenu.

## Vanjske poveznice
|  | Zajednički poslužitelj ima još gradiva o temi Porta San Gennaro |